# Kinoarte
Kinoarte (Instituto de Cinema de Londrina) é uma associação sem fins lucrativos fundada em 21 de julho de 2003 com o objetivo de produzir filmes, e realizar projetos de formação audiovisual. Recentemente, a Kinoarte também têm trabalhado em outras áreas, como na música, fotografia e design.
Em 2013, a Kinoarte completou dez anos, onde já produziu mais de 40 filmes, conquistando vários prêmios entre festivais nacionais e internacionais. No Festival de Cinema de Gramado, o mais importante do país, foram 13 prêmios com a Trilogia do Esquecimento, série composta pelos curtas Satori Uso, Booker Pittman e Haruo Ohara. A Kinoarte também foi contemplada nacionalmente por duas vezes com o prêmio do Edital Mídias Lívres, do Ministério da Cultura.
Os trabalhos mais recentes da Kinoarte foram O Castelo, Sylvia, Laura, California Soul e o Violeiro de Lerroville. E os prêmios mais recentes conquistados foram RPC TV de Melhor Filme da Mirada Paranaense no Olhar de Cinema - Festival de Curitiba referente ao trabalho O Castelo, sendo este ainda em 2013. O curta Do Outro Lado do Rio também conquistou o prêmio Aquisição SescTV no 22º Curta Kinoforum - Festival Internacional de Curtas-Metragens de São Paulo e o prêmio Melhor Curta Sergipano no Curta-SE 2011.

## Ligações Externas
- Site Oficial da Kinoarte